# Siobhán Haughey
Siobhán Bernadette Haughey (chinês tradicional: 何詩蓓; 31 de outubro de 1997) é uma nadadora hongconquesa, medalhista olímpica.

## Carreira
Haughey conquistou a prata nos Jogos Olímpicos de Verão de 2020 em Tóquio nas provas de 200 m livre e 400 m livre com as marcas de 52.27 e 1:53.92 respectivamente. Em 15 de dezembro de 2022, ficou em segundo lugar no 100 m livre do Campeonato Mundial em Piscina Curta em Melbourne. Três dias depois, obteve o título do 200 m livre no mesmo evento.
Em 2023, foi vice-campeã dos 100 m livre no Mundial em Fukuoka. Em 13 de fevereiro de 2024, ganhou o bronze nos 100 m peito no Mundial em Doha. No dia seguinte, conquistou o ouro nos 200 m livre no mesmo evento.